# Superstition
Pour les articles homonymes, voir Superstition (homonymie).
 (novembre 2016).

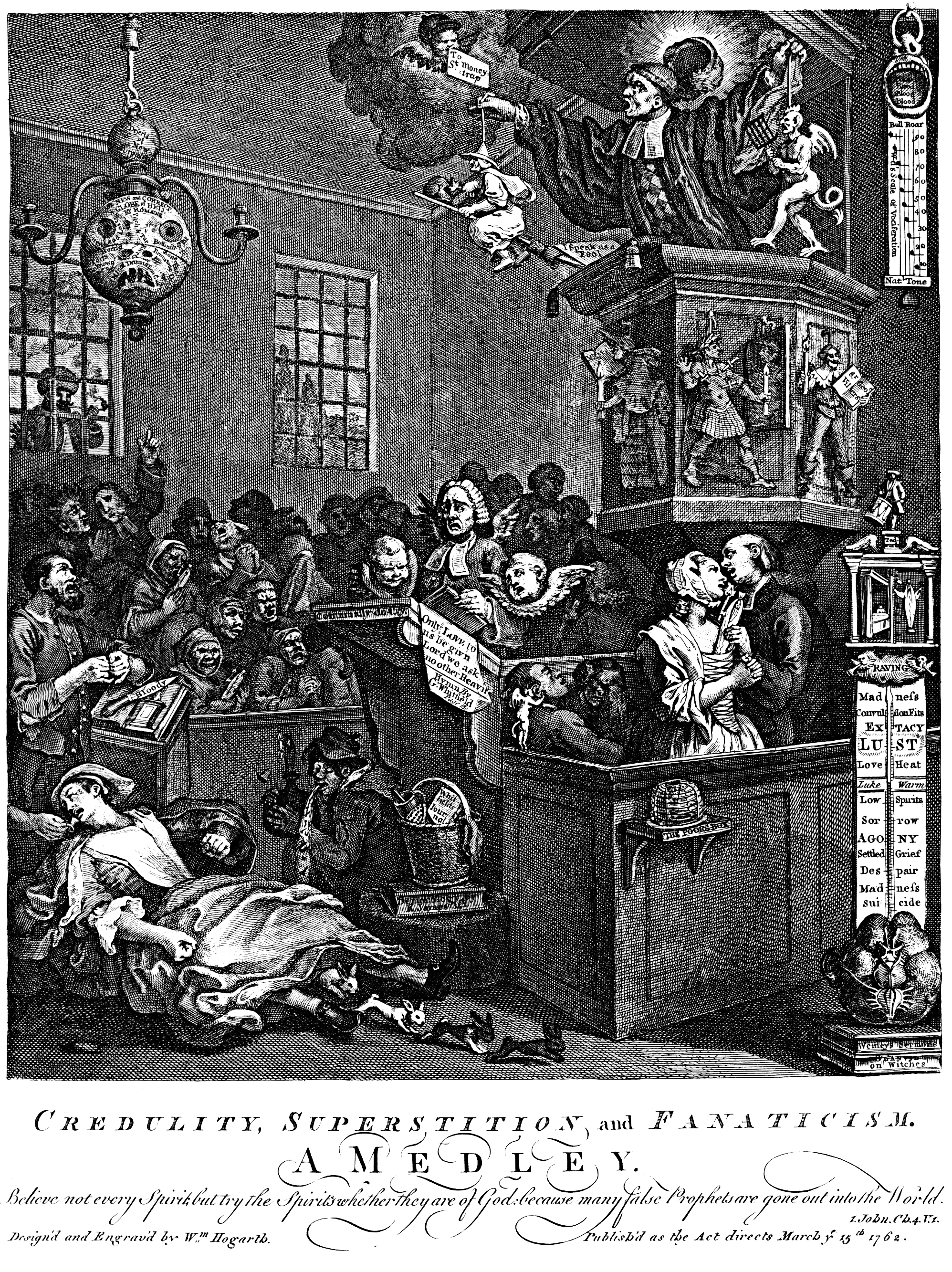
Crédulité, superstition et fanatisme, gravure de Hogarth, 1762.

La superstition est la croyance irraisonnée fondée sur la crainte ou l’ignorance qui prête un caractère surnaturel ou sacré à certains phénomènes, à certains actes et à certaines paroles.
Au XIVe siècle, le terme de superstition signifiait « religion des idolâtres, culte des faux dieux ». Au siècle des Lumières (XVIIIe siècle), il désignait la religion et les préjugés inexplicables par opposition à la raison. Selon ces acceptions, il peut englober avec une connotation péjorative toutes les pratiques ou croyances d'ordre religieux considérées comme sans valeur ou irrationnelles par le locuteur. Depuis les avancées de la méthode scientifique, et en particulier depuis les travaux de Popper on peut y voir le champ de ce qui est extraordinaire et non réfutable par principe.
Selon le docteur en psychologie Stuart A. Vyse, les superstitions sont le résultat naturel de plusieurs processus psychologiques, notamment la sensibilité humaine au hasard, le penchant à développer des rituels pour faire face à des épreuves, des examens (effet d'auto-relaxation face à l'incertitude, la peur de l'échec).
D'un point de vue psychosocial et évolutif, les superstitions peuvent être vues comme un processus d'adaptation basé sur le contrôle de l'interaction entre le sujet et son environnement, superstitions pouvant être occasionnellement bénéfiques.

## Religion
Les pratiques religieuses qui diffèrent des religions communément acceptées dans une culture donnée sont parfois qualifiées de superstition ; de même, les nouvelles pratiques introduites dans une communauté religieuse établie peuvent également être qualifiées de superstitieuses dans le but de les marginaliser. Dans le même ordre d’idée, une démonstration excessive de dévotion a souvent été qualifiée de comportement superstitieux.
Plus largement, le fait de croire dans le cadre d’une affiliation à une religion peut être assimilé à de la superstition par les athées. C'est du moins ainsi que le baron d'Holbach la considérait, notamment dans son ouvrage La contagion sacrée, ou histoire naturelle de la superstition. Pour lui, la superstition renvoie à la croyance en une forme de réactivité de l'univers (indépendante des théories scientifiques) ou d'entités surnaturelles face à certains comportements humains, i.e. pratiques liées aux croyances des adeptes d’une religion.
Néanmoins, le terme de religion désigne un ensemble structuré autour d'une croyance collective concernant les origines ou les fins de l'univers, ou le sens de la vie, alors que le terme de superstition désigne une croyance ou pratique considérée isolément, qui peut ne pas se rattacher à une religion[réf. nécessaire]. Il n'en demeure pas moins que les doctrines religieuses fournissent aux croyances et pratiques superstitieuses des éléments (croyance catholique aux saints, aux anges et aux démons, à leurs pouvoirs, par exemple) sur lesquels elles peuvent prendre appui. On retrouve également des symboles et accessoires religieux parmi le grand nombre d'objets de protection dans lesquels les superstitions se matérialisent : talismans, amulettes, grigris, fétiches africains, trèfle à quatre feuilles. Ces relations ont toutefois un caractère ambigu ; elles résultent au moins en partie du fait que les religions, là où elles se sont imposées, n'ont pas toujours pu éradiquer les superstitions ancestrales, et ont alors cherché à les « détourner » en les intégrant.
La prière, lorsqu'elle porte sur un souhait précis, peut avoir un caractère superstitieux. Le croyant demande à une divinité, un esprit, ou un saint, d'intercéder en sa faveur en orientant le cours des évènements ici-bas dans un sens propice à la réalisation de sa demande. Les sacrifices rituels dans l'Antiquité n'avait d'ailleurs pas d'autres objectifs que de s'attirer la faveur des dieux et accroitre la chance de ses auteurs pour un projet ou la prospérité de la communauté en général, en échange des offrandes ainsi consenties. Toutefois, contrairement à un pacte avec le diable, il n'y a pas de contreparties clairement définies à l'avance. Les dieux sont ainsi libres de répondre ou non à ces demandes suivant leur bon vouloir. La seule certitude est que contrairement à un démon, un dieu est supposé être bienveillant et ne cherchera pas à duper ses croyants dans un marché intéressé.
L'Église catholique réprouve la superstition. Le catéchisme de l'Église catholique considère que celle-ci s'oppose en effet au premier commandement, qui « interdit d'honorer d'autres dieux que l'unique Seigneur qui s'est révélé à son peuple », et voit dans la superstition un « excès pervers de religion ». La superstition risque d'attribuer une importance magique à certaines pratiques, par ailleurs légitimes.
Historiquement, dans la religion juive, de nombreux sages savants juifs ont été contraints de condamner certains comportements comme répréhensibles et "hors" de la loi juive ainsi qu'hypocrites afin de susciter un émerveillement hypothétique chez les spectateurs "naïfs" ; comme déjà le Rebbe Nahman de Bratslav, le Gaon de Vilna aussi accusait beaucoup de feindre précisément la superstition, déjà sujette à la critique en tant que telle, concluant qu'ils croyaient réellement faire preuve d'une sorte de conscience autoréférentielle d'une prétendue connaissance de la Kabbale et donc être capables de faire des miracles et habiles dans les "arts magiques", étrangers aussi à la tradition talmudique qui leur est précisément contraire ; le judaïsme accepte donc le miracle divin mais s'oppose avec zèle et foi à tout "ajout" à la révélation divine de la Torah, fût-il d'origine semi-animiste (en cela réside l'opinion théologique juive contraire au panthéisme) ou dans l'exégèse biblique plus rigoureuse, par exemple précisément dans la Halakhah.

## Psychiatrie
Lorsqu'un individu tombe dans un état de superstition excédant démesurément la superstition commune dans sa culture, il s'agit d'une pathologie mentale. Celle-ci fait perdre toute objectivité, prêtant à des faits, des événements ou des objets inoffensifs (pour le commun) des pouvoirs surnaturels, une force cachée ou au minimum un contenu symbolique signifiant. De ce point de vue, la superstition est à rapprocher de la paranoïa et même de la psychose. Par ailleurs, le superstitieux pathologique spécule sur l'existence d'un ordre supérieur, invisible, qu'il est bien incapable de décrire, mais qui est là, présent, et impose ses lois. À la différence de la superstition populaire - qui est souvent anodine, voire sociale : établir le thème astral d'un ou une amie est un moyen comme un autre de lui dire « je m'intéresse à toi » - la superstition pathologique est fortement individualisée. Le superstitieux se sent en défi perpétuel avec le monde qui l'entoure et il passe son temps à « vérifier » que les augures lui sont favorables. Ainsi, par exemple, va-t-il compter les carreaux d'un parquet, pariant avec lui-même qu'il doit y en avoir un nombre pair (ou impair), se créant ainsi des frayeurs, des angoisses, si le résultat obtenu ne correspond pas à son souhait. De tels comportements entrent dans la catégorie des troubles obsessionnels compulsifs. Les personnes autistes et bipolaires sont particulièrement enclins à de nombreuses superstitions souvent imbriquées les unes dans les autres.

## Superstitions diverses

### Neutres
- Si une femme enceinte fait tomber des ciseaux, elle accouchera d'une fille. Le caractère heureux ou non de cette superstition dépend de la place de la femme dans la société en question.
- Les vendredi 13 sont associés à des jours de malchance, excepté pour la chance au jeu, alors décuplée. Toutefois, si la chance augmente pour tout le monde, cela signifie que les probabilités de gain ne changent pas. Certains pensent que l'accroissement de chance ce jour-là dépend de la piété le reste de l'année.
- Les superstitions fondées sur des vœux consistent à canaliser la chance en faveur de la survenance d'un événement particulier. Toutefois, il est autant possible de souhaiter du bonheur que du malheur, ou que ce qui est synonyme de bonheur pour soi génère du malheur pour autrui.
  - Jeter une pièce dans une fontaine (exemple : fontaine de Trevi) ou dans un puits à souhait.
  - Voir une étoile filante.
- Porter par jeu une robe de mariage lors d'une fête prédit que la personne ne se mariera pas. Cela peut être plus ou moins dommageable selon quel était le projet de vie matrimoniale de la personne concernée auparavant (certains le réinterprètent plutôt comme une condamnation au célibat strict).
- Il y aurait plus d'accouchements les jours de pleine lune.
- Certains dictons sont aussi relativistes sur la signification d'un événement :
  - araignée du matin, chagrin, araignée du midi, souci, araignée du soir, espoir. À noter que si l'on découpe la journée en trois tiers égaux, il y a deux fois plus de risque de rencontrer une araignée à un moment où elle porte malheur que bonheur.

### Porte-bonheurs
- Le trèfle à quatre feuilles.

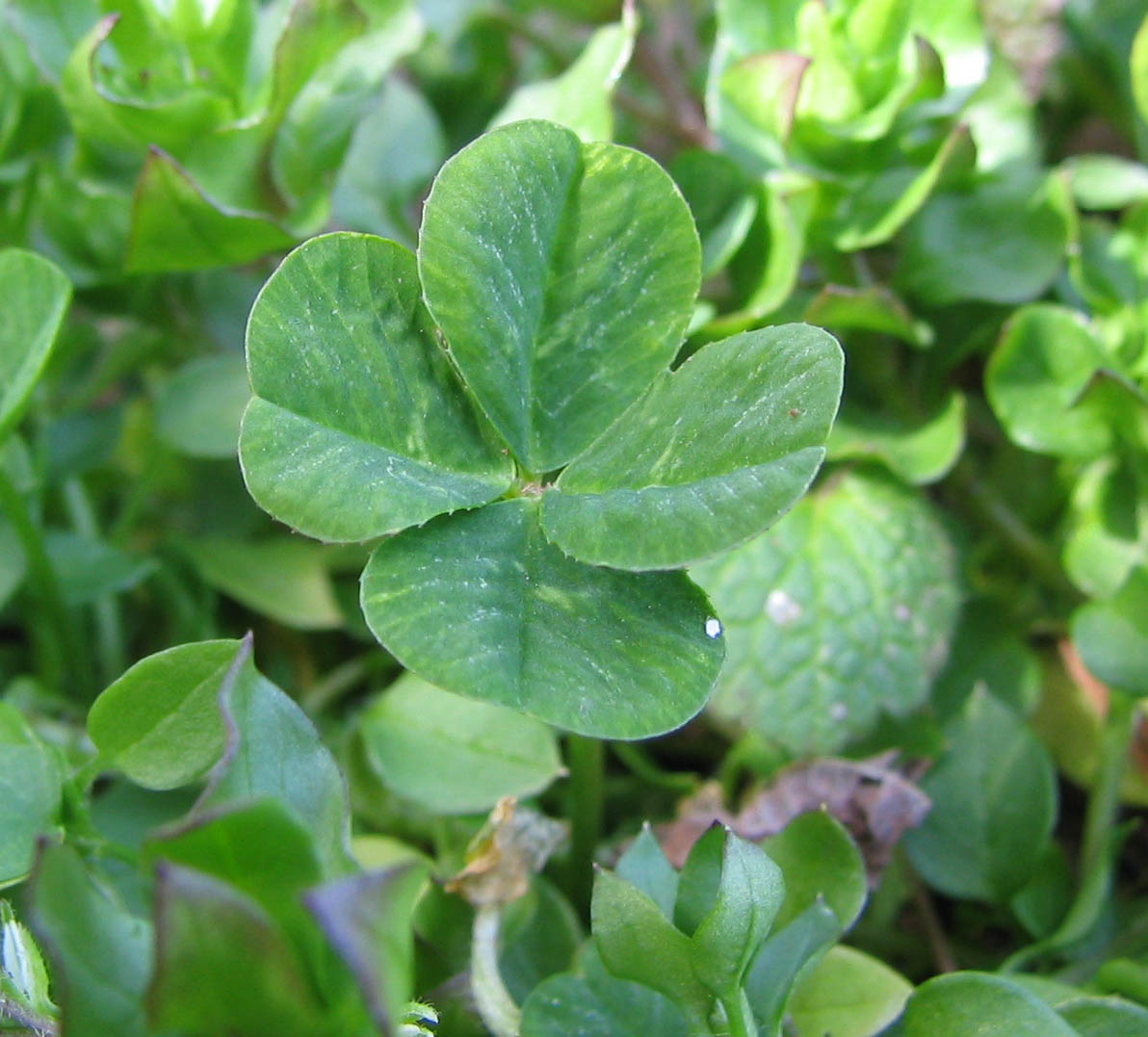
Un trèfle à quatre feuilles

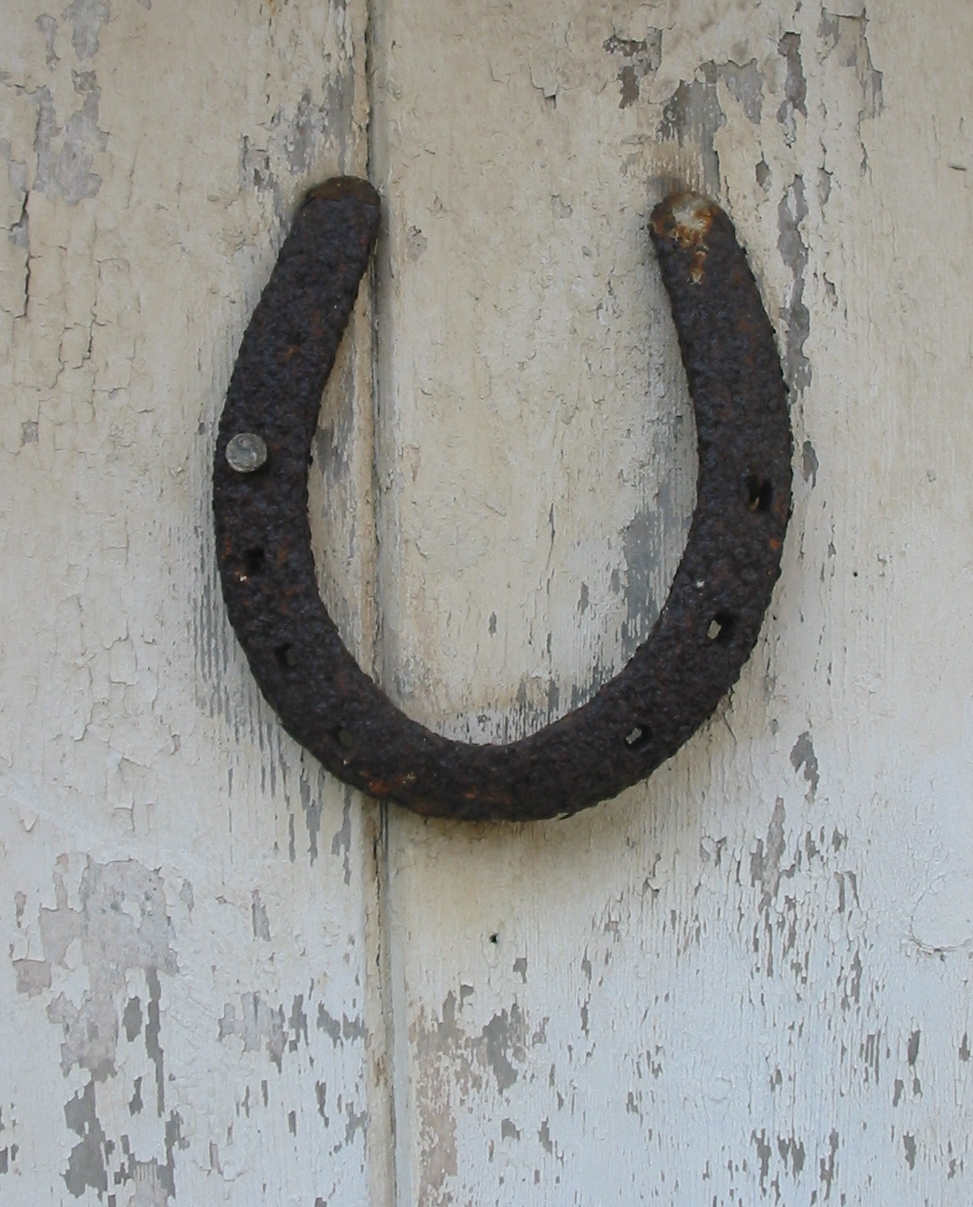
Le fer à cheval fait partie, dans certaines cultures, des objets porte-bonheur.

- Le fer à cheval qui, pour porter bonheur, doit être posé (ou accroché) ouverture vers le haut, sinon la chance tombe[5].
- Le chiffre 7.
  - Le chiffre 8 (en Chine).
  - Le nombre 13 (en Italie).
- Une échelle à 13 barreaux.
- Croiser les doigts.
- Répandre du sel au-dessus de son épaule, pour chasser les mauvais esprits.
- Toucher du bois pour conjurer le mauvais sort[6].
- Voir un arc-en-ciel.
- Voir une coccinelle arborant sept petits points.
- Les chats noirs (en Angleterre).
- Faire pleurer un nourrisson (au Japon)
- Une boule de sorcière.
- Au Costa Rica, les ciseaux éloignent les sorcières. Il est coutume d'en cacher une paire sous le tapis[7].
- Posséder une sorte particulière de Tizlic (bracelet hindou).
- Posséder une patte de lapin.
- Il est déconseillé de siffler la nuit, à Madagascar et en Corée du Sud, car cela attirerait les mauvais esprits[7].
- Toute bénédiction donnée par un ami peut porter bonheur. Les bases de la magie blanche consistent d'ailleurs à jeter des sorts qui portent chance.

### Porte-malheurs
- Le nombre treize (13). Il est dit qu'il porte malheur en référence au nombre de convives de la Cène et aux conséquences néfastes de ce repas. Cette superstition est à l'origine de la triskaïdékaphobie.
  - Les mardi 13 en Espagne et Amérique latine, et les vendredi 13 dans les pays de culture chrétienne en général (particulièrement chez les anglophones) sont des jours de malchance.
- En Italie, c'est davantage le nombre 17 qui porte malheur (XVII en chiffres romains, anagramme de VIXI, signifiant en latin « j'ai vécu » — partant, « je suis mort »).
- En Asie de l'Est, c'est le nombre 4, homophone en chinois du mot mort, qui est généralement omis (numéro de chambre, étage).
- La couleur verte est la couleur des fées, elles seraient furieuses de voir les hommes la porter. Spécialement le vendredi, jour de la mort du Christ sur la Croix et de la rédemption, dont elles sont exclues.
  - Porter un vêtement vert lors d'une représentation sur une scène. Jadis, pour obtenir cette couleur on utilisait de l'oxyde de cuivre ou du cyanure pour la stabiliser, or ces produits sont toxiques.
- Si un chat noir traverse devant vous, cela porte malheur (sauf en Grande-Bretagne et au Japon, où il porte bonheur).
  - Plus spécifiquement, croiser un chat noir traversant votre route de droite à gauche, plus répandu que de « voir un chat noir à la sortie d'un village ».
- Briser un miroir apporte sept ans de malheur. Dans la Grèce antique, les miroirs servaient parfois pour la divination, que le verre se brise était donc un mauvais présage.
- Passer sous une échelle (cela peut aussi être considéré comme quelque chose de dangereux plutôt que de la superstition).
- Ouvrir un parapluie sous un toit porte malheur (les deux protections s'annulant). C'était vrai en Angleterre au XVIIIe siècle étant donné la brutalité du mécanisme d'ouverture qui risquait de casser quelque chose ou de blesser quelqu'un.
- Renverser le sel (sept ans de malheur). Cela daterait de l'époque où le sel était utilisé à la fois comme monnaie et comme condiment. De là date aussi la coutume de ne pas se passer la salière de main en main, mais de la prendre et la poser sur la table à tour de rôle.
- Présenter le pain à l'envers sur une table attire le diable. Cela vient du fait que le boulanger gardait le pain destiné au bourreau à l'envers sous l'Ancien Régime. Par ailleurs, une coutume populaire, encore très répandue dans l'Ouest, le Centre et le Sud de la France, veut que l'on fasse de la pointe du couteau un signe de croix sur l'envers du pain ; certaines personnes, même non-croyantes, le font systématiquement.
- Utiliser par jeu les béquilles de quelqu'un qui en a réellement besoin peut vous faire subir le même accident.
- Perdre ou briser son alliance.
- Poser un chapeau sur un lit (car c'est le médecin qui, arrivant précipitamment, posait son couvre-chef sur le lit, et il y a plus de cas de décès que de bonheur dans ce type d'intervention).
- Poser des couteaux croisés sur une table.
- Offrir des mouchoirs (pleurs en vue).
- Se lever du pied gauche.
- Arriver avant midi quand on vient prier pour un mort.
- Éviter d'allumer une bougie avec une autre bougie (on dit qu'on tue un marin en faisant cela)[réf. nécessaire].
- Ne pas se signer au passage d'un convoi funéraire, et pour les hommes, omettre d’ôter son couvre-chef.
- Prendre un bain après le repas. À noter que ce n'est pas tellement malavisé si ce dernier était très alcoolisé.
- Toucher des médicaments ou tout autre objet qui se rapporte à la maladie.
- Mettre deux baguettes bien droites dans un bol.
- Boire à table plus de cinq fois. S'il s'agit de cinq verres entiers, cela n'est pas forcément bon pour la vessie.
- Poser des chaussures sur une table.
- Passer le balai la nuit dans sa maison. Dans la pénombre, le risque de casse est plus grand. À noter qu'en appartement, cette recommandation reste valable avec les aspirateurs, moins par superstition que pour préserver la tranquillité du voisinage.
  - Passer le balai ou se couper les ongles après 18 h peut faire entrer les âmes des morts dans la maison.
- En Inde, il est déconseillé de se couper les cheveux le Jeudi et le Samedi, ni les ongles le Mardi, le Samedi ou la nuit[8].
- Trinquer sans regarder dans les yeux de l'autre.
- Le marié ne doit pas voir la mariée dans sa robe avant le mariage, sous peine que le mariage soit un échec et mène au divorce.
- Un oiseau qui regarde à l'intérieur par la fenêtre est un très mauvais présage (drame ou catastrophe terrible).
- Souhaiter un joyeux anniversaire la veille.
- Tuer les araignées en Finlande est signe de mauvais temps.
- Porter un seau vide ou voir quelqu'un porter un seau vide est très mal vu en Russie.
- En Malaisie, s'assoir sur un oreiller risque de provoquer de fortes douleurs, voire des plaies au dos[8].
- En Allemagne, trinquer avec des verres remplis porteraient malheur[8].
- Toute malédiction proférée par un ennemi peut porter malheur. Les bases de la magie noire consistent d'ailleurs à jeter des maléfices qui portent malchance.

### Corps de métier
Dans la couture, plusieurs superstitions sont recensées. Par exemple, se piquer un doigt avec l'aiguille (chaque doigt à une signification) porte malheur. Faire tomber des ciseaux signifie prévoir une coupure ; casser trois fois le fil est signe de danger ; et bâtir avec du fil vert portera malheur au vêtement confectionné ou à la personne qui le portera.
Dans l'aviation, avant de prendre leur poste de pilotage les pilotes d'avion ne prononcent jamais des mots comme « accident », « chute », « crash », « tomber » et s'interdisent toute plaisanterie sur ces sujets.
De nombreuses superstitions sont également recensées dans le corps de la marine. Par exemple, le mot « lapin » est l'un des nombreux mots bannis sur les bateaux ; la légende raconte que ces animaux sont à l'origine de naufrages car une fois échappés de leurs cages, ils grignotent l'étoupe, rendant la coque non étanche. Lorsque cela est nécessaire, le lapin sera appelé « pollop », (« animal aux longues oreilles » ou « cousin du lièvre »). Également, sur un navire, il est prétendu que les femmes portaient jadis malheur. Les fleurs coupées étant utilisées pour l'élaboration des couronnes funéraires et jetées à la mer lors du décès d'un marin, il est souvent déconseillé d'en apporter sur un bateau au risque de provoquer la disparition du marin lors de son prochain voyage. Lorsqu'un navire croise le mythique vaisseau fantôme Le Hollandais volant, alors il coulera. Il est également dit que quitter le port un vendredi porte malheur.
Le monde du théâtre a aussi ses superstitions. La couleur verte est réputée maléfique en France, mais c'est le violet en Italie, le vert et le bleu au Royaume-Uni et le jaune en Espagne. Plusieurs hypothèses ont été émises au sujet du vert : le costume de Judas, celui de Molière lors de son décès ou la couleur de l'oxyde de cuivre, colorant toxique utilisé jadis. Certains mots sont proscrits : « corde » en France, car on l'associe à celle qui sert à tirer la cloche pour saluer les morts. Mais aussi parce que les techniciens du théâtre étaient souvent d'anciens marins, et que sur les bateaux, le mot corde n'est utilisé que dans deux cas, pour parler de celle de la cloche du bord et pour parler de celle qui servait à exécuter les gens ; et Macbeth au Royaume-Uni, dénommée la pièce écossaise. Les œillets sont également proscrits ; qu'un comédien reçoive ou voie des œillets avant ou après sa venue sur scène porte malheur à sa carrière.
Dans l'équitation :
- Les brins de paille dans la queue : chaque brin oublié prédit une chute
- Le nombre de pions dans la crinière : il doit toujours être impair
- Remercier : dire merci à quelqu'un qui souhaite bonne chance avant un concours porterait malheur. La réponse consacrée est un « Je te remercie pas, ça porte malheur ».

Il existe une superstition à Londres concernant la Tour. De grands corbeaux y habitent, leurs ailes étant rognées pour les empêcher de partir. Il existe en effet une légende selon laquelle, si les corbeaux quittaient la tour, celle-ci tomberait et la monarchie s'effondrerait. À Gibraltar, un territoire britannique, il y a une colonie des macaques sauvages. Il y existe une superstition similaire concernant le statut du territoire : si les macaques quittaient le « Rocher », il cesserait d'être sous le règne de Grande-Bretagne.